# Distretto di Ahuaycha
Il distretto di Ahuaycha è uno dei sedici distretti della provincia di Tayacaja, in Perù. 
Si trova nella regione di Huancavelica e si estende su una superficie di 90.96 chilometri quadrati.